# Claudia Dörr-Voß

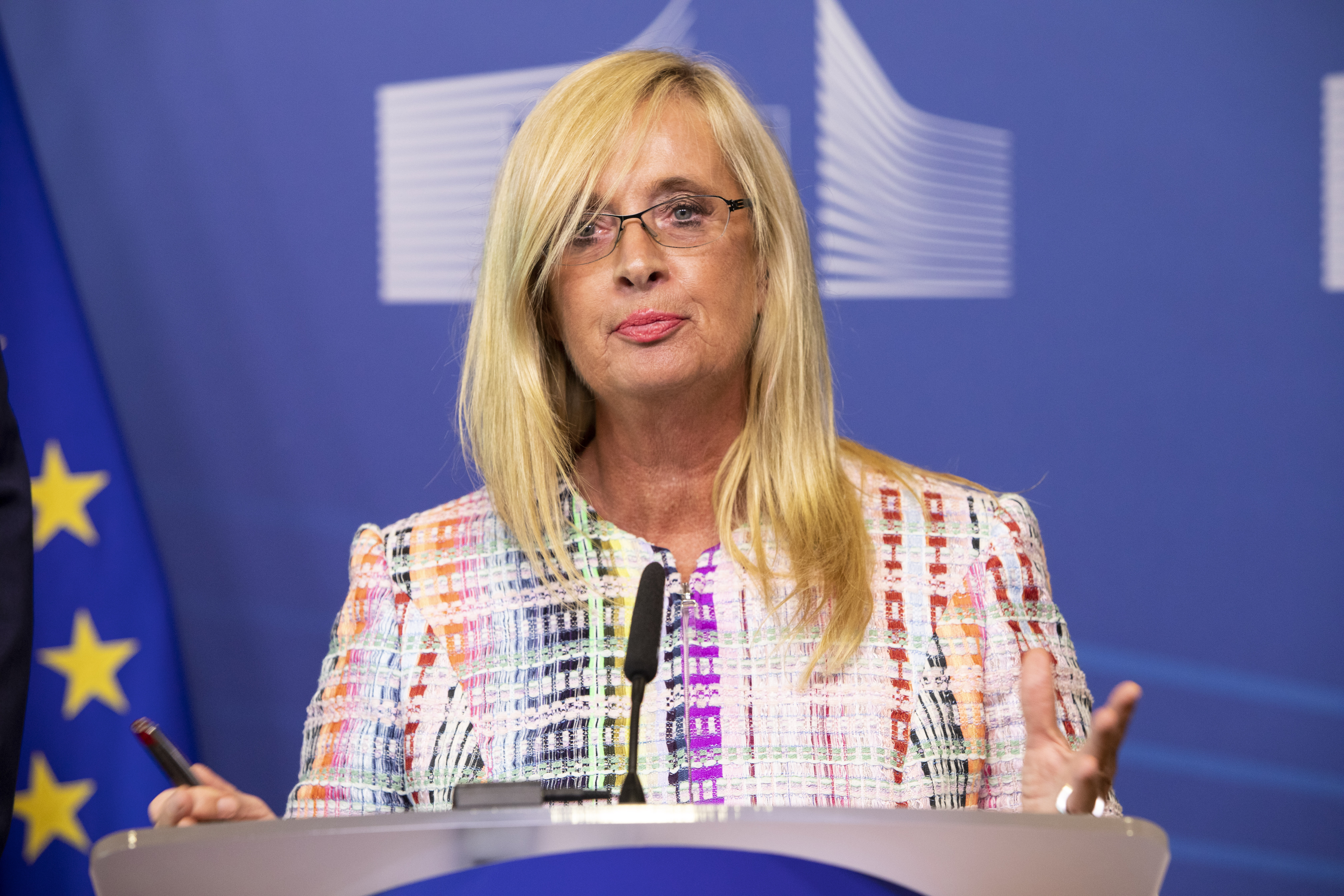
Claudia Dörr-Voß (2019)

Claudia Dörr-Voß (* 19. Oktober 1959 in Solingen) ist eine deutsche Verwaltungsjuristin und politische Beamtin. Von 2018 bis 2021 war sie Staatssekretärin im Bundesministerium für Wirtschaft und Energie.

## Leben
Dörr-Voß studierte bis 1988 Rechtswissenschaften an den Universitäten Passau und Bochum und ging einer wissenschaftlichen Tätigkeit und dem juristischen Referendariat nach.
Nach dem Studium trat sie in den Öffentlichen Dienst ein und arbeitete von 1989 bis 1995 als Referentin und stellvertretende Referatsleitern für „Exportfinanzierung/Exportkreditversicherung“ im Bundesministerium für Wirtschaft. Anschließend war sie von 1994 bis 1995 Referentin und stellvertretende Referatsleiterin für multilaterale Aspekte der Beziehungen zu den Mittel- und Osteuropäischen Staaten.
Danach wurde Dörr-Voß Leiterin des Bereichs Handelspolitik, Transatlantische Beziehungen, Beziehungen zu Lateinamerika, Asien und Mittel- und Osteuropa in der Wirtschaftsabteilung der Ständigen Vertretung der Bundesrepublik Deutschland bei der Europäischen Union. 1998 wurde sie Leiterin des Referats Handelspolitik (EU, WTO) im Bundesministerium für Wirtschaft und Technologie. Von 2001 bis 2006 arbeitete sie als Leiterin der Unterabteilung für Europapolitik sowie von 2006 bis 2018 im Amt einer Ministerialdirektorin als Leiterin der Abteilung Europapolitik.
Im Mai 2018 wurde Dörr-Voß unter Bundesminister Peter Altmaier (CDU) zur Staatssekretärin im Bundesministerium für Wirtschaft und Energie ernannt. Im Dezember 2021 schied sie aufgrund der Bildung des Kabinetts Scholz aus dem Amt aus.